# Dolné Srnie
Dolné Srnie és un poble i municipi d'Eslovàquia que es troba a la regió de Trenčín. La primera menció escrita de la vila es remunta al 1477.

## Demografia
| Godina             | 1994 | 2004    | 2014   | 2024   |
| ------------------ | ---- | ------- | ------ | ------ |
| Nombre de persones | 832  | 928     | 980    | 984    |
| Diferència         |      | +11,53% | +5,60% | +0,40% |

| Godina             | 2023 | 2024   |
| ------------------ | ---- | ------ |
| Nombre de persones | 983  | 984    |
| Diferència         |      | +0,10% |